# III. Sándor orosz cár
III. Sándor orosz cár (oroszul: император Алекса́ндр III - Imperator Alexandr III, teljes nevén Alekszandr Alekszandrovics Romanov, Алекса́ндр Алекса́ндрович Романов; Moszkva, 1845. március 10. – Livádia, 1894. november 1.) 1881–1894 között Oroszország cárja (hivatalos címe szerint  egész Oroszország császára - Императоръ Всероссійскій – Imperator Vszerosszijszkij), valamint a Lengyelország királya és Finnország nagyhercege. A Holstein–Gottorp–Romanov-ház tagja. Uralkodása alatt rendeződött Oroszország pénzügyi helyzete; kortársai szerint megnövelte a monarchia erejét.

## Fiatalkora és családja
III. Sándor édesanyja, Marija Alekszandrovna cárné és édesapja között hamar megromlott a kezdeti jó viszony. II. Sándor szeretőket tartott, a cárné pedig rokonaihoz menekült az udvar elől.
II. Sándor 1870 körül beleszeretett egy elszegényedett arisztokrata lányba, Jekatyerina Dolgorukovába. II. Sándor el akarta hagyni a feleségét, hogy elvehesse Dolgorukova hercegnőt. Sándor cárevics a testvéreivel együtt kiállt az édesanyja mellett, de ez feszültséget és ellenségeskedést szült apa és fia között. Ugyan 1880-ban, Marija Alekszandrovna cárné halála után II. Sándor összeházasodott Dolgorukova hercegnővel, de az orosz ortodox egyház morganatikusnak tekintette a frigyet, így Jekatyerinából nem lett cárné.
III. Sándor magas (csaknem 190 cm), erős, bárdolatlan gondolkodásmódú ember volt. Nem vetette meg az italt, szerette a vadászatokat, és gyakran kérkedett erejével.

## Trónörökössé válása
III. Sándor eredetileg nem trónörökösnek született – az egyetlen bátyja, Nyikolaj volt, őt katonai pályára szánták. Azonban 1865-ben betegségben meghalt Nyikolaj cárevics, és így öccse, Sándor lett a trón várományosa.
Sándor le akart mondani a trónról, ámde apja nagy veszekedések árán rávette, hogy fogadja el a sorsát. Azzal, hogy cárevics lett, Sándornak le kellett mondania arról a tervéről, hogy feleségül veszi szerelmét, Marija Jelimovna Meszcserszkaját, és helyette Dagmar dán hercegnőt (az ortodox kereszténységben Marija Fjodorovnát) kellett oltár elé vezetnie.

## Uralkodása

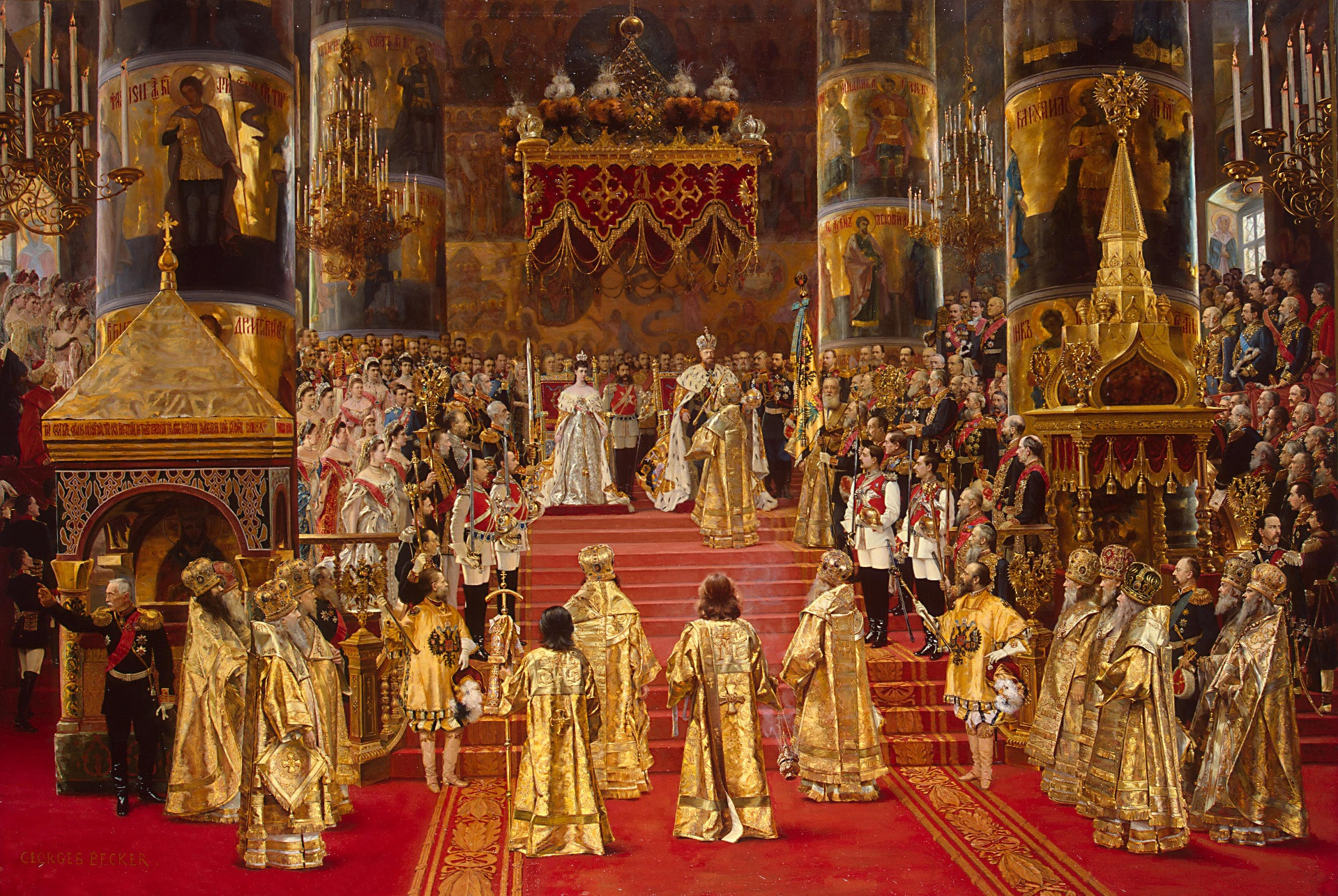
III. Sándor és Marija Fjodorovna koronázása

III. Sándort 1881. május 28-án koronázták meg a moszkvai Kremlben, miután apját meggyilkolták. Sándor ki akarta végeztetni a merénylet elkövetőit, és legtöbb embere is ezt javasolta neki. Lev Tolsztoj levélben könyörgött az elítéltek életéért, azonban az írás nem jutott el a cárig: egyik embere, Pobedonoszcev nem volt hajlandó átadni neki. Trónra lépése után nem sokkal kiáltványban jelentette ki, hogy meg kívánja őrizni egyeduralmát. Sándor a hozzá hű, szűk hivatalnoki kar tanácsaira támaszkodott, amelybe beletartozott Konsztantyin Pobedonoszcev, egykori nevelője, és Dmitrij Tolsztoj gróf, akiből később belügyminiszter lett.
1881 augusztusában az „Átmeneti rendelkezések az állam biztonsága érdekében” című rendelet nagyobb hatalommal ruházta fel a kormányhivatalokat és a belügyminisztériumot, ezáltal a rendőrséget. Ez a rendelet egyébként egészen 1917-ig érvényben maradt.
1882-ben megszigorították a cenzúrát; két évvel később az állam ellenőrzése alá vonták a felsőoktatást. A cár támogatta az Ohrana (a politikai rendőrség) felállítását. Ezekkel az intézkedésekkel Sándor az ellenzéket akarta megsemmisíteni, és az édesapja sorsát elkerülni, aki ellen ugyanis több merényletet is elkövettek, mígnem végül 1881. március 13-án felrobbantották.
1889-ben létrejött a zemsztvo-főnökök intézménye az Államtanács többségének támogatásával. A vagyonosabb családokból származó hivatalnokok azzal lettek megbízva, hogy ellenőrizzék a parasztok életét, és ha kell, legyenek békebírók. 1890-ben némiképp változtattak a rendszeren: kevesebb jelentőséget kapott a parasztok szavazata, és a kormány ellenőrzése alá vonták a testületeket. 1892-ben a városi dumák is hasonló sorsra jutottak.
III. Sándor (akárcsak a fia, II. Miklós) erősen antiszemita nézeteket vallott. 1887-től kezdve korlátozták az egyetemek zsidó hallgatóinak létszámát, és az erős oroszosítás nevében megtiltották a nem ortodox egyházak és felekezetek hittérítését.

### Pénzügyi gondok
Az 1877–78-as orosz–török háború miatt a kormány eladósodott, és a papírpénz elvesztette értékét. III. Sándor pénzügyminiszterei igyekeztek stabilizálni az árfolyamot és modernizálni a gazdaságot.
Sándor legelőször Nikolai Bungét nevezte ki a pénzügyminiszteri posztra, aki csökkentette a fejadót, és 1882-ben létrehozta az agrárhitelbankot. 12 éves kor alatt megtiltották a munkát, és 15 éven aluliak esetében szigorúan korlátozták a munkaidőt. Gyári felügyeletet alapítottak, és megtiltották a sztrájkolást. Bungét 1886-ban menesztették, mert sokan túlságosan is nagy reformernek tartották.
A cár előbb Ivan Visnyegradszkij (1887–1892), majd később Szergej Witte személyében szakembereket választott pénzügyminiszternek. Visnyegradszkij külföldi hitelekkel vasútépítésbe fogott, és magas behozatali vámokat vetett ki a fejlődő orosz ipar megvédése érdekében. A kormány bevételeit jórészt az egyre növekvő gabonaexport és a magas adók adták, bár 1887-ben eltörölték a fejadót.

### Éhínségek
1891 és 1892 között éhínség köszöntött az országra, melyet a kolera- és tífuszjárvány tett még súlyosabbá. A kormány megtiltotta a sajtónak, hogy használja az „éhínség” szót. Visnyegradszkij sürgetésére beszüntették a gabonaexportot; a cár pedig jótékonysági szervezetek alapítását javasolta. A nemesség és a műveltebb, jómódú osztályok lelkesen segítettek élelmiszerek és gyógyszerek küldésében a rászorulóknak, még maga Miklós cárevics is részt vett a jótékonykodásokban.

### Külpolitika
III. Sándor egyik első kezdeményezése a „három császár egyezményének” megújítása volt 1881-ben. A három évig érvényes titkos szerződés, a „három császár szövetsége” garantálta, hogy ha valamelyik fél (Orosz Birodalom, Osztrák–Magyar Monarchia, Német Császárság) háborúba keveredik egy negyedik országgal, akkor a másik kettő semleges marad. A cár a külügyminisztere, Giers tanácsát megfogadva igyekezett jó kapcsolatot ápolni a németekkel, hogy a belügyeknek tudja szentelni a figyelmét. 1882-ben csökkentették a hadsereg költségvetését, 1884-ben pedig megújították a „három császár szövetségét”.
Az 1885–87-es bulgáriai válság alatt Sándor rájött, hogy ha úgy hozná a sors, Németország inkább az Osztrák–Magyar Monarchiát támogatná Oroszországgal szemben. Így a „három császár szövetsége” 1887-ben már nem újult meg.
Bismarck német kancellár viszont nem akart választani az osztrákok és az oroszok között, ezért titokban garanciális szerződést ajánlott az oroszoknak. Ámde a bolgárok Ausztria pártfogoltját, Ferdinándot ültették a bolgár trónra, így Ausztria és Oroszország viszonya még feszültebbé vált.
Oroszország gyanakvással kezelte Németország és Ausztria egyre szorosabbá váló kapcsolatát, és emiatt kihátrált a politikai egyezményekből.
Sándor ezután Franciaország felé fordult, mivel számított arra, hogy egy orosz–francia szövetség hatására francia befektetők mennek majd Oroszországba. 1891-ben kezdődtek meg a tárgyalások, és 1894-ben kötötték meg az egyezményt. Ennek értelmében Oroszország biztosította segítségéről Franciaországot egy esetleges német támadás esetén, és fordítva.
Oroszország közép-ázsiai terjeszkedése III. Sándor alatt volt a legerősebb. Az angolok eleinte fenyegetve érezték magukat, mivel az orosz határ egyre közelebb tolódott Afganisztánhoz, de végül a konfliktust sikerült diplomáciai úton megoldani. Kína az 1893-as szerződés értelmében Turkesztán egy részét az oroszok kezére adta.

## Magánélete

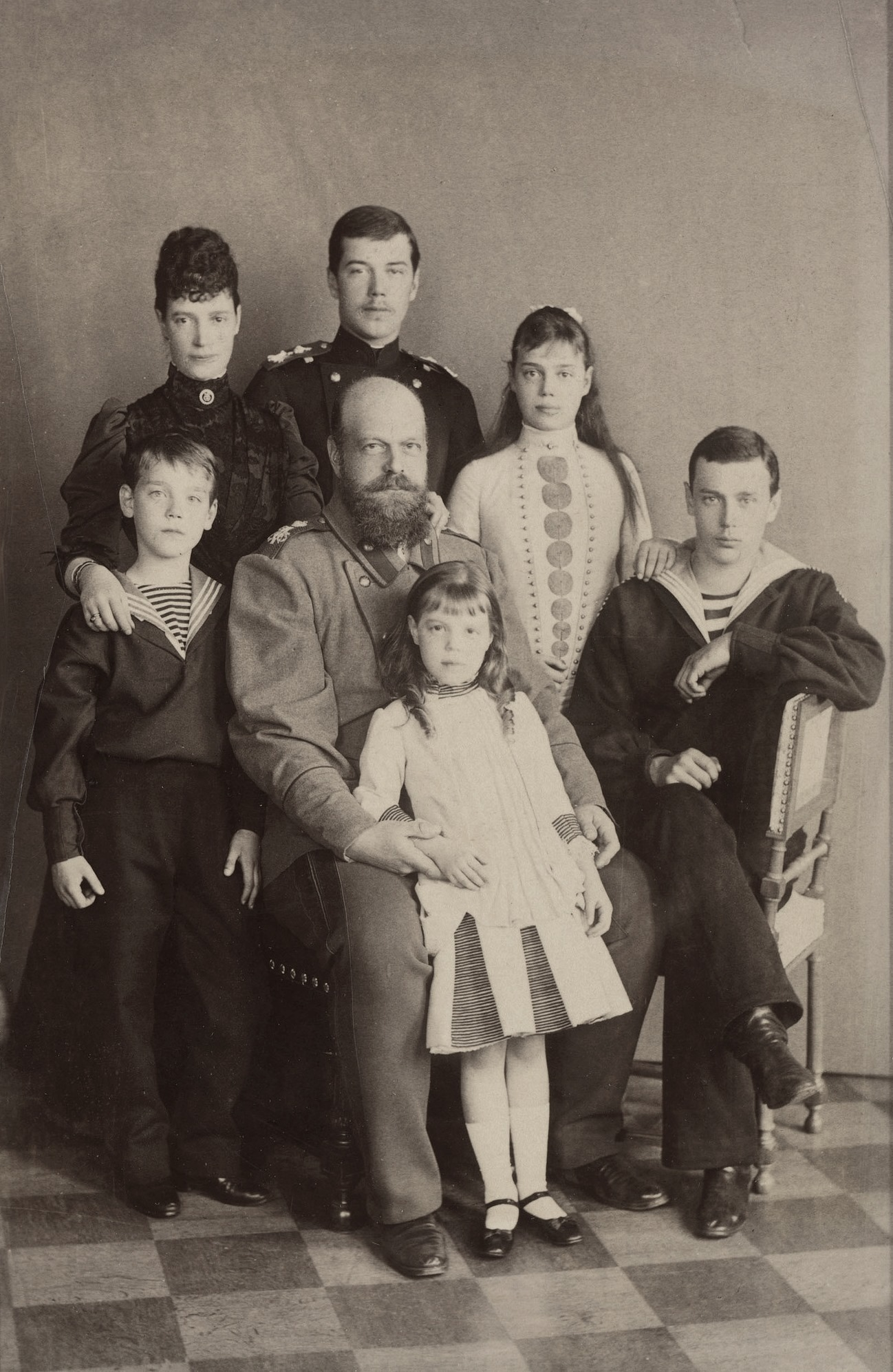
A cári család 1893-ban (balról jobbra: Mihail, Marija Fjodorovna, Nyikolaj, III. Sándor, Olga, Kszenyija és Georgij

III. Sándor Carszkoje Szelo helyett sokkal jobban szerette Gatcsinát. Gyakran berúgott barátaival, és sokat vadászott. Bár az orvosai megtiltották neki az alkoholfogyasztást, olyan csizmát készíttetett, amibe el tudta rejteni a vodkásüveget.
„Szása” és „Minni”, ahogy Sándor és Marija Fjodorovna hívták egymást, boldog házasságban éltek, annak ellenére, hogy pontosan egymás ellentétei voltak.
„III. Sándor kétségtelenül hiányos nevelésben részesült. Mégsem érthetek egyet azokkal, akik nem különösebben értelmesnek tartották. Ha nem is volt gyors észjárású, kétségkívül volt benne megértés és részvét, ami egy uralkodó esetében talán fontosabb, mint az éles elme. Sem a cári családban, sem a nemesség körében senki nem becsülte meg jobban a pénzt, mint III. Sándor cár.” – írta a cárról Szergej Witte gróf, a pénzügyminiszter, aki mellesleg III. Sándor nagy csodálói közé tartozott. Gyakran mondták az uralkodóról, hogy ügyetlen és faragatlan, azonban mégis jellemző volt rá a jó modor és a kifinomultság. Az ő kérésére készültek el az első Fabergé-tojások, és apró üvegfigurákat gyűjtött, melyekből nagy gyűjteményt állított össze (ezt a szenvedélyét édesanyjától örökölte, aki szintén ebben lelte kedvét).

### Gyermekei
III. Sándornak és Marija Fjodorovnának hat gyermeke született. A második, a kis Alekszandr alig egyéves korában meghalt agyhártyagyulladásban. Sándor kedvenc gyereke negyedik fia volt, akit nagyon elkényeztetett. Legidősebb fiában erősen kételkedett: szerinte nem volt elég akaratereje az uralkodáshoz.
- Nyikolaj nagyherceg (1868–1918)
- Alekszandr nagyherceg (1869–1870)
- Georgij nagyherceg (1871–1899)
- Kszenyija nagyhercegnő (1875–1960)
- Mihail nagyherceg (1878–1918)
- Olga nagyhercegnő (1882–1960)

## Halála

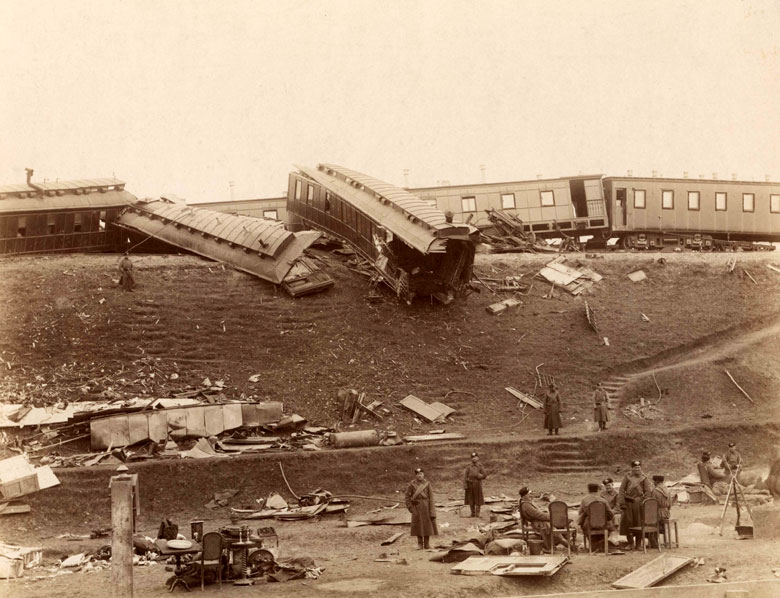
A baleset után nem sokkal

A cári család 1888-ban vasúttal utazott Borkin, egy Harkovtól 50 kilométerre lévő vasútállomáson keresztül. Sándor parancsot adott, hogy menjenek egy kicsit gyorsabban, azonban senki sem vette figyelembe, hogy az egyik mozdony már nagyon öreg. A mozdony kisiklott, és magával rántott néhány vagont is. A cár állítólag azzal mentette meg a családja életét, hogy a vállával megtartotta a szalonkocsi beomlott tetejét.
A baleset hozzájárult az uralkodó egészségének megromlásához. Egészen haláláig hátfájással, migrénnel, és vesebajokkal küszködött. Élete legvégén diagnosztizálták nála a Bright-kórt, de már nem lehetett megmenteni. A Jalta melletti Livádiában lévő palotájában, családja körében hunyt el 1894. november 1-jén (a régi naptár szerint október 20-án).

## Galéria

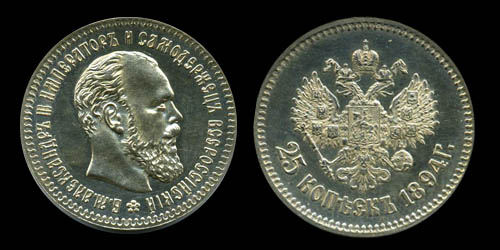
III. Sándor cár aezüst 25 kopejkás pénzérméje (1894).
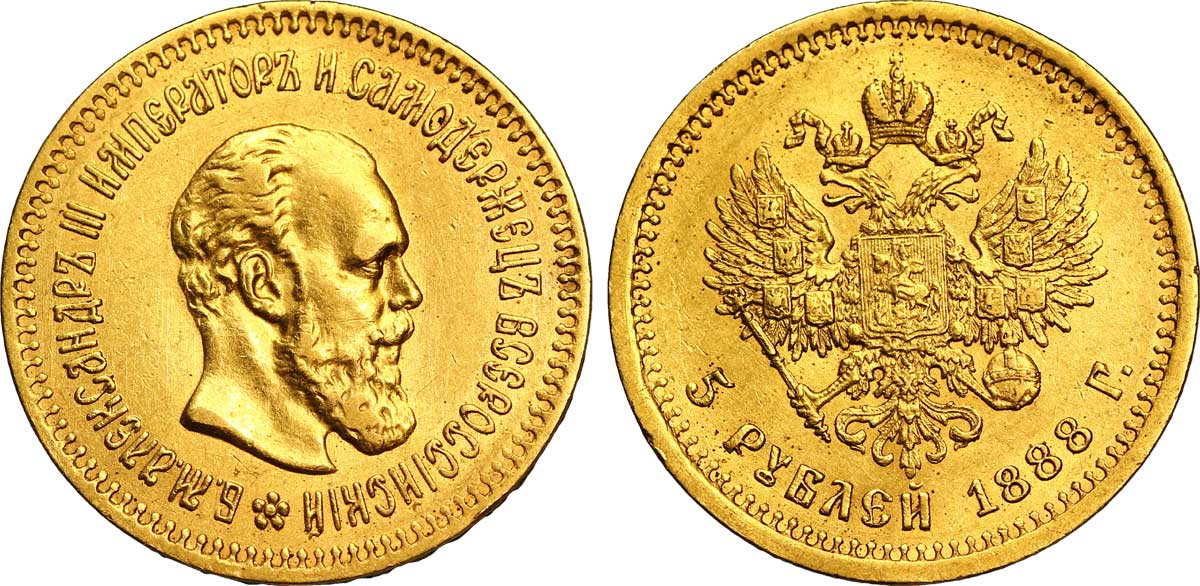
III. Sándor cár arany 5 rubeles pénzérméje (1888).
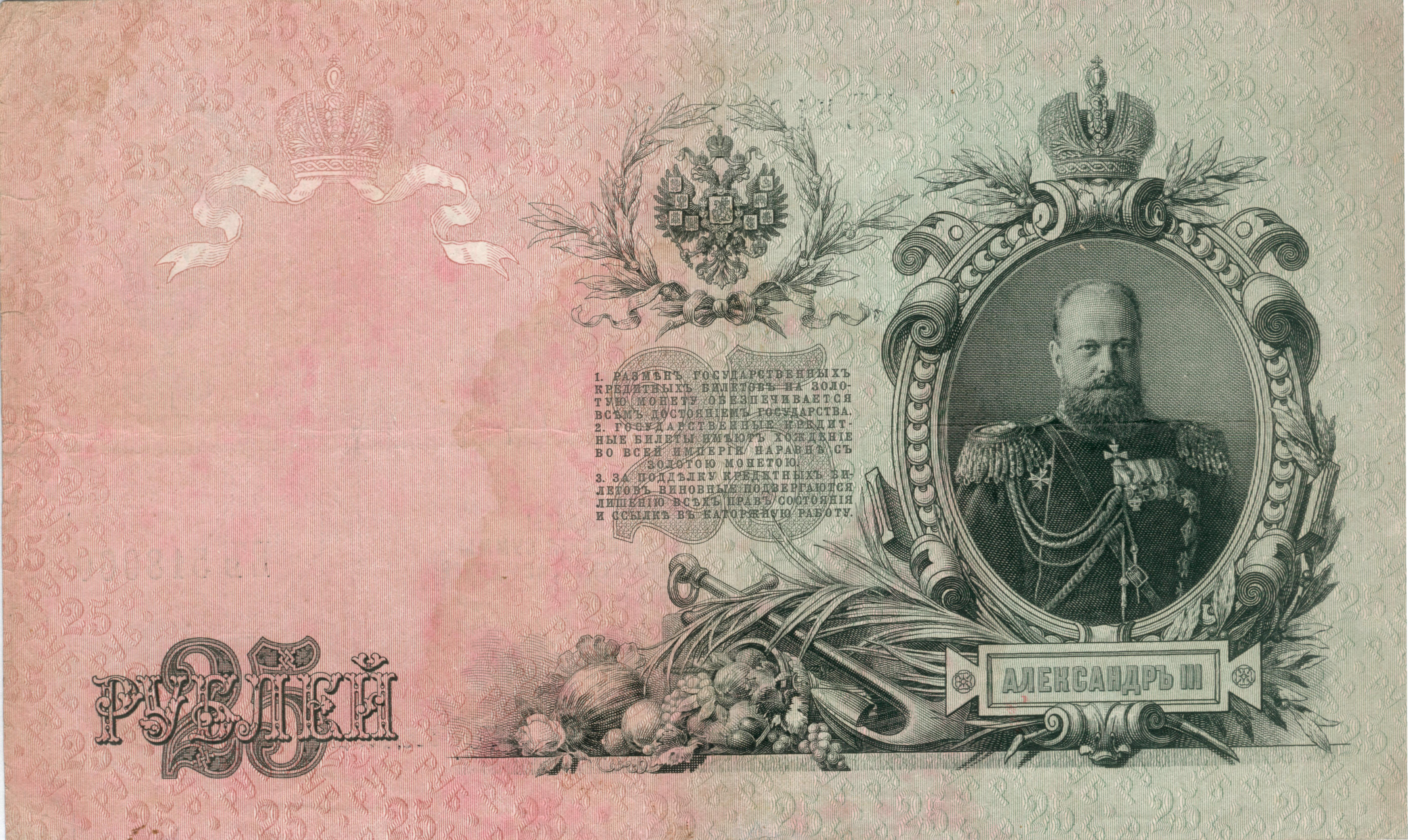
25 rubeles bankjegy (Государственный кредитный билет) III. Sándor cár portréjával az 1909-es sorozatból.
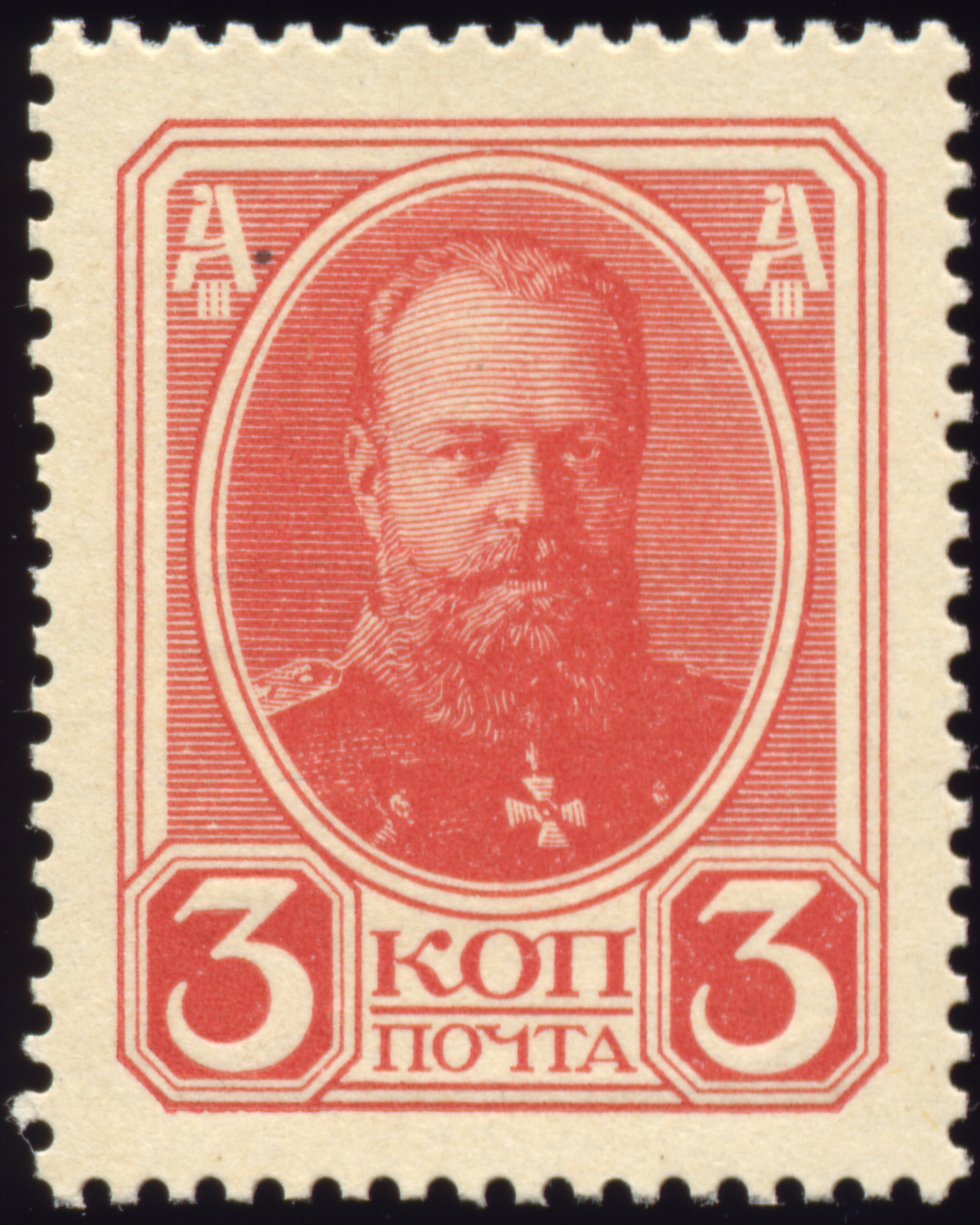
3 kopejkás postabélyeg III. Sándor cár portréjával (1916).
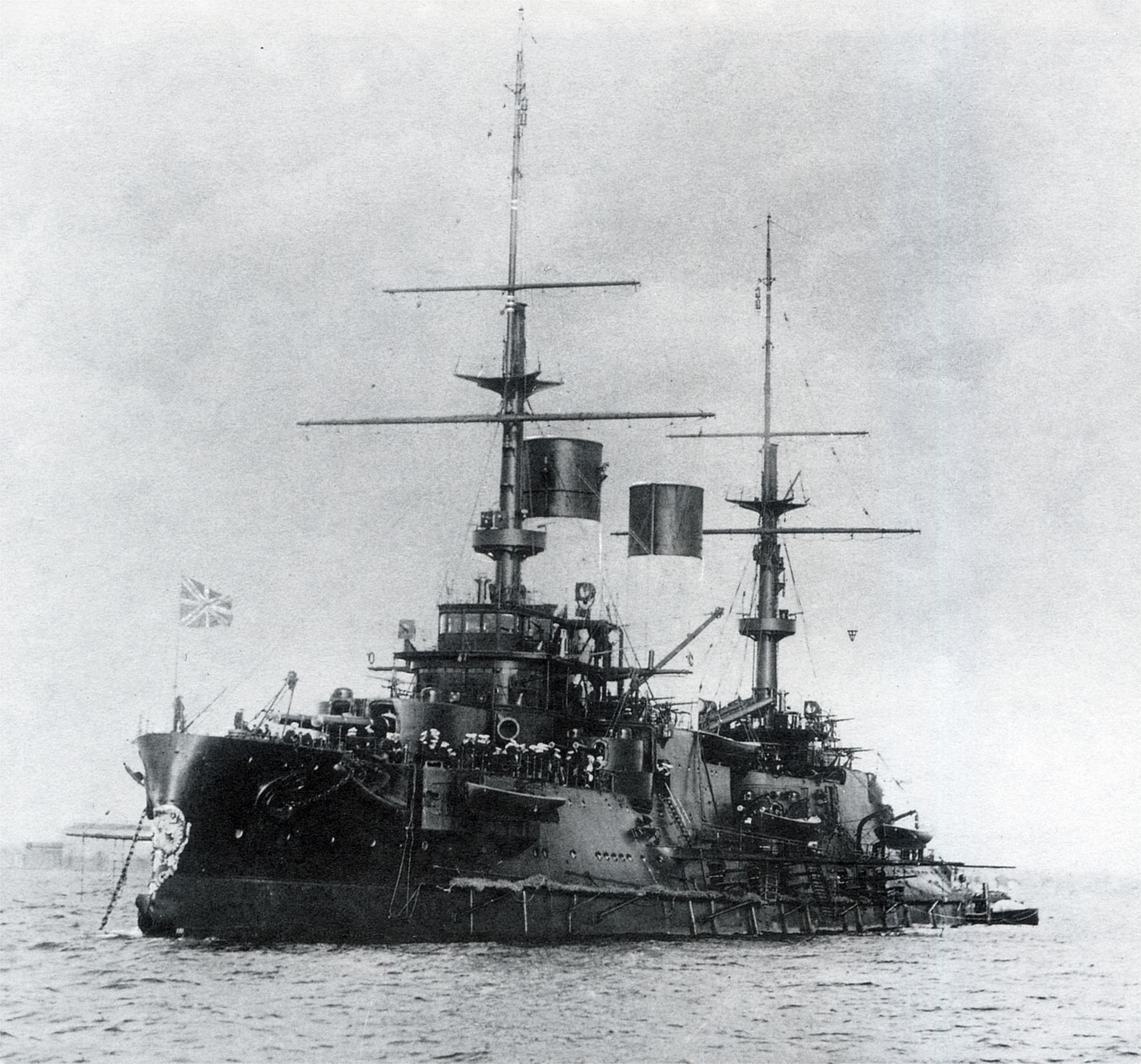
A III. Sándor cár tiszteletére elnevezett, Borogyinó-osztályú Imperator Alexander III pre-dreadnought csatahajó, melyet elsüllyesztettek a japánok a csuzimai csatában.
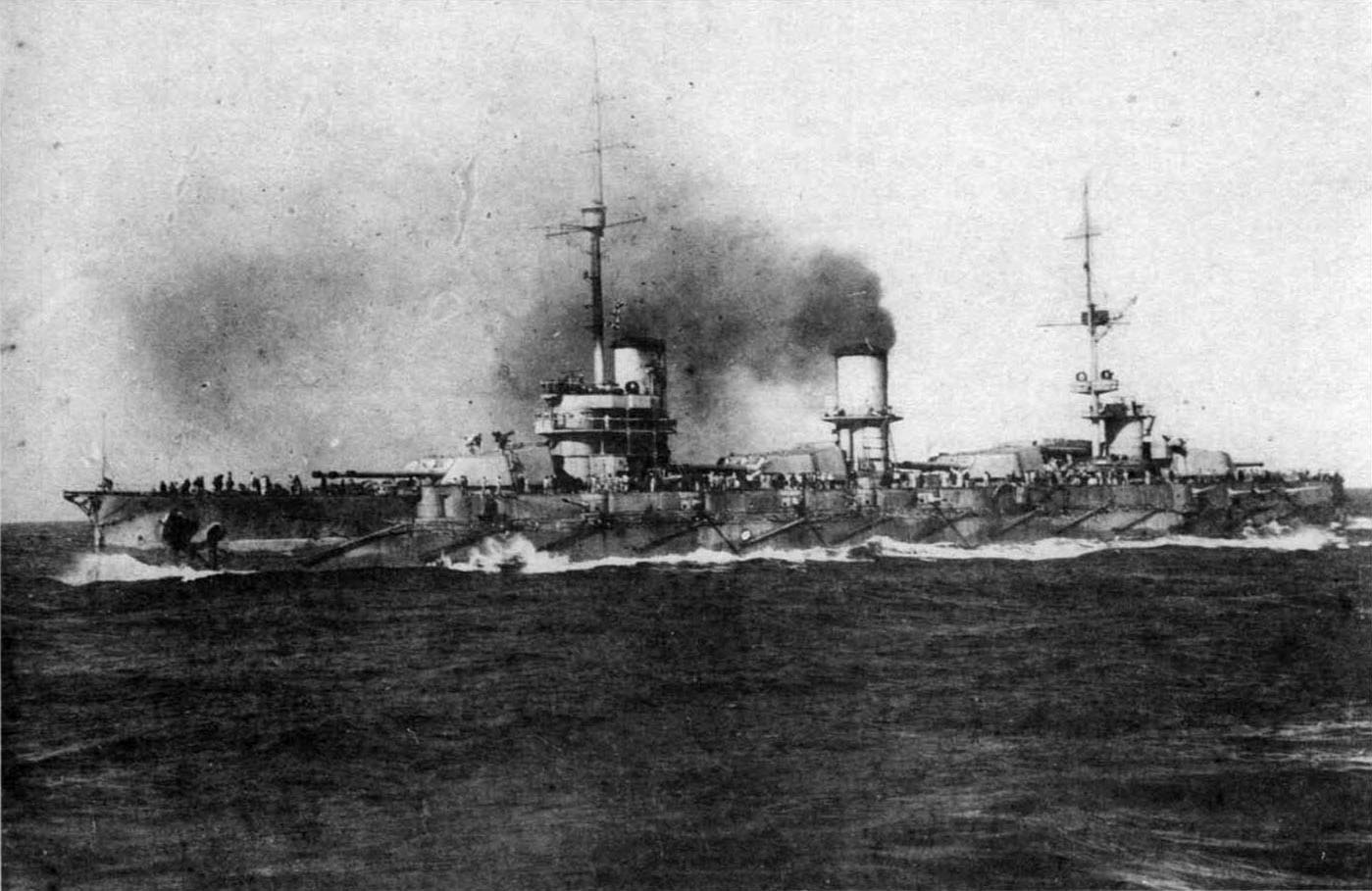
A III. Sándor cár tiszteletére elnevezett, Imperatrica Marija-osztályú  Imperator Alexander III dreadnought csatahajó.